# Балиан Ибелин (сеньор Арсуфа)
Балиан Ибелин (фр. Balian d'Ibelin; ум. 28 октября 1333, похоронен во францисканской церкви, Никосия, Кипр) — титулярный сеньор Арсуфа с 1309 года. Сын Жана Ибелина (ум. 1309) и Изабеллы Ибелин, дочери Балиана Ибелина (1240—1302), сенешаля Кипра

## Биография
О Балиане известно очень мало. Он происходил из Арсуфской ветви рода Ибелин, был внуком последнего сеньора Арсуфа Балиана IV (1239—1277), бальи Иерусалимского королевства в 1268—1269 годах и коннетабля Иерусалимского королевства с 1268 года, продавшего в 1263 году Арсуф ордену Госпитальеров.
Балиан жил на Кипре. В 1320 году он женился на своей троюродной сестре Маргарите. Хроника Амади сообщает о смерти 28 октября 1333 года «messer Balian de Iblim signor de Arsuf»

## Брак и дети
Жена: с ок. 1320: Маргарита Ибелин (ум. после 1342), дочь Гуго Ибелина (ум. 1315) и Алисы Ле Тор. Дети:
- Филипп Ибелин (ум.1374/1376), сенешаль Кипра в 1369—1373, один из убийц короля Пьера I де Лузиньян; 1-я жена: с ок. 1340 Эшива, дочь Эда де Дампьер-сюр-Салон, коннетабля Иерусалимского королевства; 2-я жена: с ок.1355 Алиса (ум. после 1376), дочь Фернандо, инфанта Мальорки, виконта д’Омела
- Ги Ибелин (ум.1367), епископ Лимасола
- Томас Ибелин (ум.после 1361), сенешаль Кипра с 1361
- Жан Ибелин, монах
- Мария Ибелин (ум. после 1357); 1-й муж: с ок.1340 Гуго де Дамьер-сюр-Салон; 2-й муж: с ок.1349 Жан Ибелин (ум. после 1357)
- Симона Ибелин (ум. после 1350); 1-й муж: Бодуэн де Нор; 2-й муж: Жан Бабен
- Маргарита Ибелин (ум. после 1353); муж: с 1352 Балиан Ибелин